# Ферман за Българската екзархия
Ферманът за учредяване на Българската екзархия е османски ферман - декрет на султан Абдул Азис от 27 февруари 1870 година, с който се създава самостоятелна българска църковна организация. Ферманът е връхна точка на борбата за българска църковна независимост, започнала в 20-те години на XIX век, и смятан за „едно от големите събития на утвърждаващата се българска нация, самостоятелно извоювана от нея победа“.

## Проекти

### Проект на патриарх Григорий VI (1867)
В 1867 година патриарх Григорий VI Константинополски прави проект за решаване на българския църковен въпрос. В него българската църква е начело с „екзарх“, в смисъла на термина, установен в православната църква след 451 година – митрополит, назначен от патриарха да управлява дадена църковна област в патриаршеския диоцез, състояща се от няколко епархии. В този проект границите на екзархията са сведени до областта между Дунав и Стара планина.

### Правителствени проекти (1868)
Революционното движение на българите в 1867 – 1868 година кара османското правителство да се заеме с разрешаване на въпроса с българската църковна самостоятелност, за да се успокои напрежението в нацията. След преминаването на Хаджидимитровата чета в 1868 година Портата излиза с два проекта. Те изобщо не фиксират граници на българската църква, която трябва да обхваща „православните българи, в което място на царството да се намират“. Това е безпрецедентно в историята на Православната църква. Седалището на българския църковен глава е определено да е в Цариград, което противоречи на канона, който забранява на двама архиереи да резидират на едно и също място. И двата пункта са отхвърлени от Цариградската патриаршия.

### Проекти на смесената комисия (1869)
През февруари 1869 година великият везир Мехмед Емин Али паша назначава смесена българо-гръцка комисия в състав Гаврил Кръстевич, Иванчо Хаджипенчович и Георгаки Чалъкоглу от българска страна и Янко Фотиадис, Александър Каратеодори и Христакис Зографос от гръцка. През март Али паша декларира, че решенията на комисията са със съвещателен, а не със задължителен за Портата характер, но на практика на комисията е възложено да изработи проекта за ферман за учредяването на новата църква.
Патриарх Григорий VI отхвърля категорично предложения от комисията проект. Основният проблем са границите на екзархията и в средата на април 1869 година Гаврил Кръстевич прави нов вариант. В него новата църква е наречена също „Българска екзархия“. Проектът има 12 члена, от които 10 след прецизиране влизат в официалния ферман. Според член № 10 на проекта Патриаршията съхранява изцяло 41 от епархиите си, към Екзархията минават 25, а 8 епархии се разделят. Патриаршията си запазва властта над Варна, Месемврия, Анхиало и Созопол по Черноморието. В Одринската епархия Одрин остава за Патриаршията, а селата на север влизат в Екзархията. Четири енории в Пловдив заедно със Станимака, Горни и Долни Воден и Куклен остават на Патриаршията. Разделени са и Солунската, Струмишката, Охридската и Пелагонийската епархия. Проектът на Кръстевич се опитва да примири етническия принцип с традиционното църковно делене и административното устройство, но е даден приоритет на принципа на националността. Седалището на църквата е в екзархийския диоцез, тоест не в Цариград.

### Ревизиран от Григорий VI проект на смесената комисия (юни 1869)
Проектът в някаква степен е одобрен от патриарх Григорий VI, но Светият синод на Патриаршията окастря значително границите на Екзархията, и от екзархийския диоцез са изключени Воденската, Мъгленската, Поленинската, Скопската и Струмишката епархия, Прищинската каза от Рашко-Призренската епархия, северната част на Мелнишката епархия, Неврокопската каза от Драмската епархия, Прилепската каза от Пелагонийската епархия, Ахъчелебийска каза от Ксантийската епархия и Чирменската и Мустафапашенската каза от Одринската епархия. Също така са направени поправки и в посока разширяване на зависимостта на новата църква от Патриаршията.
След умишлено забавяне на 1 юли по настояване на Александър Каратеодори и Христаки Зографос патриарх Григорий VI лично занася ревизирания проект на Али паша. Българската колония в Цариград не приема еднозначно този ревизиран проект, но силно се увеличават гласовете настояващи за правителствено решение. През есента на 1869 година настъпва и охлаждане на руско-гръцките отношения и посланикът граф Николай Игнатиев започва да показва по-голяма благосклонност към българските искания.

### Окончателен проект на Гаврил Кръстевич (ноември 1869)
На 20 септември 1869 година Али паша привиква тримата български комисари и натоварва Кръстевич да приведе проекта на смесената комисия във вид, който би могъл да се прокламира чрез ферман. Водачът на умерената българска партия Кръстевич подготвя проект, според който се запазват традиционните църковни административни граници и така понякога българи остават в патриаршеска епархия, а понякога гърци в екзархийска, а бъдещите народностни отношения в смесените епархии смята, че ще се уредят чрез утвърдени от правитеството правилници, за да няма денационализация.
Проектът на Кръстевич е умерен компромис между българи и гърци, изготвен е съобразявайки се с руската позиция, изразявана от граф Игнатиев и е приет от умерената партия около Иларион Макариополски, но предизвиква тежка реакция от радикалната българска партия около митрополит Панарет Пловдивски и д-р Стоян Чомаков, която под лозунга „всичко или нищо“, смята, че под властта на Патриаршията не трябва да остават никакви български селища.
Великият везир Али паша изработва фермана, но отлага прокламирането му. Научавайки това, българските духовници в Цариград организират в началото на февруари изпращането на много молби от всички български земи, които изразяват недоволството на населението.
На 28 февруари 1870 година (11 март нов стил) Али паша привиква Кръстевич, Хаджипенчович, Каратеодориди и Зографос и им връчва по един екземпляр от подписания предния ден от султана ферман за учредяване на Българската екзархия, като им казва да запознаят с него българските архиереи и първенци и патриарха. Българите отнасят фермана в Ортакьой. На следващия ден е провъзгласен от амвона на „Свети Стефан“ от Иларион Макариополски и Иларион Ловчански.

### Правно положение и управление на Екзархията

#### Зависимост от Патриаршията
Член № 1 на фермана гласи:
| „ | Ще се образува под име Българска екзархия една църковна област, която ще обема изброените по-долу митрополии, епископии и някои други места, и управлението на църковно-духовните дела на тази област ще се възложи всецяло на екзархията. | “ |

Така ферманът за разлика от проекта на патриарх Григорий VI разглежда българската църква като отделна и по-слабо зависима от Патриаршията. Ключов термин в член № 1 е „всецяло“ (в други преводи „съвършено“, „напълно“), който гарантира пълна управленска самостоятелност на институциите и структурите на новата църква.
Членове № 2 и № 3 определят механизмите на управление на Екзархията. Тя се управлява от постоянно действащ Свети синод, който работи под председателството на „по-горния от митрополитите, който ще носи титлата екзарх“ (член № 2). „Вътрешното духовно управление“ ще се определи със специален устав, който да е в съзвучие с православните канони, и който ще се утвърди от султана (член № 3, алинея № 1).
Зависимостта на Българската екзархия се изразява в правото на патриарха да утвърждава избора на екзарх (член № 3, алинея № 2), в задължението на екзарха „да поменува, според църковните правила, името на Вселенския патриарх“ в богослужението (член № 4, алинея № 1), в допитването на Синода на Екзархията до патриарха „по делата на православната вяра, които ще искат взаимно обсъждане и съдействие“ (член № 6) и в това, че „Синодът на Екзархията ще иска светото миро от Цариградската патриаршия“ (член № 7).
Всички тези характеристики на зависимост на Екзархията от Вселенската патриаршия не са приложени, тъй като през есента на 1872 година между двете църкви настъпва схизма.
Член № 8 постулира безпрепятствено преминаване на патриаршеските епископи през екзархийските епархии, както и на екзархийските епископи през патриаршеските. Всички те могат да пребивават по работа във вилаетските центрове, но не могат да се събират на синод извън диоцеза си, нито могат да решават делата на християните, които не са в диоцеза им, нито могат да свещенодействат без позволение на съответния епископ.
Член № 9 урежда статута на българския метох в Цариград, който ще е еднакъв с този на метоха на Йерусалимската патриаршия. Екзархът ще може да пребивава в него по работа и в извършването на църковни обреди ще се съобразява със същите правила, с които се съобразяват йерусалимският, александрийският и антиохийският патриарх.
Член № 11 предвижда патриаршеските манастири, които попадат в екзархийския диоцез да запазят стария си статут.

#### Зависимост от светската власт
Съществена е зависимостта на Екзархията от светската власт. Член № 3 постулира, че екзархийският устав се утвърждава от султана. Член № 4, алинея № 2 гласи, че преди да се избере екзарх, трябва да се иска мнението на султана, а алинея № 1, че екзархът се нуждае от утвърждаване с берат. Според член № 5 избраните екзархийски митрополити се нуждаят от утвърждаване със султански берати, а екзархът има право по въпроси касаещи диоцеза му да се отнася директно към местните власти или към Високата порта. Така османската власт си запазва възможност да влияе директно върху кадровата политика и управлението на новата църковна структура.

### Териториален обхват на Екзархията
Териториалният обхват на Екзархията е посочен в член № 10 от фермана:
| „ | Духовният окръг на тая екзархия ще обема Русенската, Силистренската, Шуменската, Търновската, Софийската, Врачанската, Ловчанската, Видинската, Нишката, Пиротската, Кюстендилската, Самоковската, Велешката, Варненската епархия (без града Варна и без двадесетте наблизо села, които се намират между този град и Кюстенджа, на които жителите не са българи), Сливенския санджак (без градовете Анхиало и Месемврия), Созополската каза (без крайморските села), Пловдивската епархия (без главния град и без град Станимака, както и без селата Куклен, Воден, Арнауткьой, Панагия, Ново село, Лясково, Ахлан, Бачково, Белащица, без манастирите Бачковски, „Свети Безсребърници“, „Света Параскева“ и „Свети Георги“). Махалата Света Богородица в града Пловдив ще трябва да влезе също в Българската екзархия, но които от нейните жители не би щели да се подчиняват на Българската Църква и екзархия, ще бъдат волни да се отделят. Подробностите по този въпрос ще се определят по взаимно съгласие между Патриаршията и Българската екзархия според вероизповедния им ред. Освен изброените по-горе и поименувани места ще се позволява да се подчиняват на Българската екзархия по духовните си дела и на всички ония места, жителите на които, всичките или поне двете им третини, би поискали това, стига да се докаже действителността на искането им, но понеже, както се рече, това ще става по желанието и съгласието на всичките жители, или поне на двете им третини, то, ако някой по този повод би се опитвал да произвежда някакъв раздор между жителите, той ще се привлича към отговорност и ще се наказва според законите. | “ |

Така в член № 10 Али паша, съобразявайки се с ревизирания от патриарха проект не включва изброените епархии и кази в иначе поименно очертания диоцез на Екзархията. От диоцеза на Екзархията отпадат фигуриращите в проектите на смесената комисия и в проекта на Кръстевич от ноември 1869 година Скопската, Мъгленската, Воденската, Струмишката, Поленинската епархия, Неврокопската каза от Драмската епархия, Прилепската каза от Пелагонийската епархия, Ахъчелебийската каза от Ксантийската епархия, Мелнишката епархия, Прищинската каза от Рашкопризренската епархия, град Охрид от Преспанската епархия, селата на север от Одрин от Одринската епархия.
Във фермана обаче е прибавен текст, който дава възможност на жителите извън споменатите изрично епархии да се подчинят на Екзархията, ако всички или поне две трети от тях поискат.

## Последици
Ферманът е провъзгласен без съгласието на Патриаршията и с прибавянето на текста за допитванията – благоприятен за българите и неприемлив за гърците, османската държава продължава старата си политика на разделяй и владей и на практика продължава българо-гръцката църковна разпра, а предвидените допитвания – истилями, са по волята на османското правителство и османските местни власти.